# 胃もたれ
胃もたれ（いもたれ）は、食後・食間などに胃が重く感じる症状。

## 概要
胃は食べた物を一定時間貯え、消化しやすい形に変え、胃の出口（幽門）付近が伸縮することで砕き、小腸に送り出す。食べ物は食後2-3時間胃中にとどまるが、8時間ほどで内容物はほぼ小腸へと送り出され、胃は空の状態となる。次に胃の天井部分が大きく収縮し、残留する食べ物のカスや剥がれ落ちた細胞などを十二指腸へ押し流す。この胃の中の「清掃活動」は、通常就寝中である深夜から明け方にかけて行われる。これが胃の働きの基本的リズムである。
食べ過ぎや夜遅い食事などによって、上述の夜間の「清掃活動」のタイミングを逃してしまうと、翌朝になっても胃の中が掃除されず食べ物が残ったままの状態となる。これが朝の胃もたれの原因とされる。
胃がん、胃潰瘍、十二指腸潰瘍 、逆流性食道炎など器質的疾患が胃痛や胃もたれの原因になることがある。このため、安易な自己判断での胃腸薬の使用を控え、内視鏡検査を受けるべきである。しかし、症状の種類や有無と内視鏡検査で異常があるかどうかは必ずしも一致しないことが多い。疾患を持っていても無症状のことがあり、また逆に、胃痛や胃もたれの症状があっても、必ずしも内視鏡で異常が見つかるわけではなく、割合からするとむしろ、内視鏡で異常所見が認められないことの方が多いほどである。症状が出るメカニズムとして、食道や胃の運動機能異常、内臓の知覚過敏、ストレスの関与など様々な因子が関連していることが推測されているが、特定の原因を突き止めるのが難しいケースがほとんどである。こうした患者の場合は、胃の消化作用や収縮運動、感じ方など、胃の機能がわるくなっていることが症状の原因ではないか、との考えから「機能性ディスペプシア」（functional dyspepsia、略してFD）との病名が付けられるようになった。胃痛、胃もたれはFDの主な症状である。

## 原因

### 食生活
前述の、食べすぎや夜遅い食事のほか、消化に時間のかかる焼肉、揚げ物、天ぷらなどの脂質の多い食事は、米飯やパンなどの炭水化物に比べると、胃への負担が大きくなるため、胃もたれの原因となる。また、アルコールは約20％は胃で吸収され、残りの80％ほどが小腸から体内に吸収される。体内に入ったアルコールは肝臓で代謝されるが、代謝しきれずにアセトアルデヒドとして残ると、その毒性によって2日酔いや胃もたれの症状となる場合がある。

### 加齢による胃の働きの低下
加齢による胃のぜん動運動の機能の衰えにより、食べ物の消化に時間がかかることでも生じる。

### 妊娠
妊娠初期の急激なホルモンや代謝の変化、あるいはストレスなどにより、胃もたれや吐き気などのつわりを感じる人が多くいる。また、子宮が大きくなってくることで、胃が圧迫されぜん動運動が低下し、胃もたれを生じることがある。

### 萎縮性胃炎
ピロリ菌感染胃炎の放置により、その一部で胃潰瘍や十二指腸潰瘍を発症することがあるが、10-20年を経て胃の粘膜が萎縮し、胃液が十分に分泌されなくなる「萎縮性胃炎」に進行する。胃潰瘍や十二指腸潰瘍は、直接胃がんの原因にはならないが、萎縮性胃炎が進行すると胃がんを発症しやすくなる。萎縮性胃炎は、症状が現れないことも多いが、人によっては胃のもたれや痛みが現れたり、少量の食事でも膨満感が起こることがある。

### 機能性ディスペプシア
機能性胃腸症、FDとも。上述の原因のどれにも当てはまらず、さらに内視鏡により器質的疾患が認められないケースでは、この病名が付けられるようになった。現在では保険病名である機能性ディスペプシアという病名で治療・投薬が行われている